# کردبییا د لاکارا
کردبییا د لاکارا (به اسپانیایی: Cordobilla de Lácara) یک شهرستان در اسپانیا است که در استان باداخس واقع شده‌است.

## خصوصیات
کردبییا د لاکارا ۳۷ کیلومترمربع مساحت و ۹۷۹ نفر جمعیت دارد و ۳۶۱ متر بالاتر از سطح دریا واقع شده‌است.